# 甘堡乡
甘堡乡，是中华人民共和国四川省阿坝藏族羌族自治州理县下辖的一个乡镇级行政单位。

## 行政区划
甘堡乡下辖以下地区：
甘堡村、日尔脚村、八十闹村、耳浦村、熊耳村和联合村。